# جوش نورمان (لاعب كرة قدم أمريكية)
جوش نورمان (بالإنجليزية: Josh Norman)‏ هو لاعب كرة قدم أمريكية أمريكي، ولد في 27 يوليو 1980 في مدلاند في الولايات المتحدة.

## وصلات خارجية
- جوش نورمان على موقع مرجع كرة القدم المحترفة.كوم (الإنجليزية)